# Khāneh-ye Khodā
Khāneh-ye Khodā (persiska: خانه خدا) är en ort i Iran.   Den ligger i provinsen Kermanshah, i den nordvästra delen av landet, 400 km väster om huvudstaden Teheran. Khāneh-ye Khodā ligger 1 518 meter över havet och antalet invånare är 121.
Terrängen runt Khāneh-ye Khodā är varierad. Runt Khāneh-ye Khodā är det ganska tätbefolkat, med 185 invånare per kvadratkilometer. Närmaste större samhälle är Kahrīz, 13,2 km söder om Khāneh-ye Khodā. Trakten runt Khāneh-ye Khodā består i huvudsak av gräsmarker.